# Zygmunt Bronisław Sawicki
Zygmunt Bronisław Sawicki (ur. 5 października 1886 w Warszawie, zm. 1940 w ZSRR) – podpułkownik lekarz Wojska Polskiego, ofiara zbrodni katyńskiej.

## Życiorys
Syn Wawrzyńca. Po odzyskaniu przez Polskę niepodległości wstąpił do Wojska Polskiego. Został awansowany do stopnia majora ze starszeństwem z dniem 15 sierpnia 1924. W 1928 był zweryfikowany w Korpusie Oficerów Sanitarnych Lekarzy z lokatą 9. W 1932 pełnił służbę w Szefostwie Sanitarnym Okręgu Korpusu Nr VI we Lwowie. 19 grudnia 1933 został awansowany na podpułkownika ze starszeństwem z dniem 1 stycznia 1934 i 5. lokatą w korpusie oficerów sanitarnych, grupa lekarzy. Następnie pełnił służbę w 6 Szpitalu Okręgowym we Lwowie. Od listopada 1935 do 1939 był komendantem tego szpitala.
Po wybuchu II wojny światowej i agresji ZSRR na Polskę z 17 września 1939 został aresztowany przez funkcjonariuszy NKWD 2 października 1939 roku. Do kwietnia 1940 roku więziony na Zamarstynowie. Na wiosnę 1940 został zamordowany przez NKWD. Jego nazwisko znalazło się na tzw. Ukraińskiej Liście Katyńskiej opublikowanej w 1994 (został wymieniony na liście dyspozycyjnej 55/5-42 oznaczony numerem 2573). Ofiary tej części zbrodni katyńskiej zostały pochowane na otwartym w 2012 Polskim Cmentarzu Wojennym w Kijowie-Bykowni.

## Ordery i odznaczenia
- Złoty Krzyż Zasługi (10 listopada 1928)[6][7]
- Medal Zwycięstwa („Médaille Interalliée”)[8]